# Petalocephala gonzalezi
Petalocephala gonzalezi är en insektsart som beskrevs av Lindberg 1954. Petalocephala gonzalezi ingår i släktet Petalocephala och familjen dvärgstritar. Inga underarter finns listade i Catalogue of Life.